# Alfred Tysoe
Alfred Edward Tysoe (21. marts 1874 – 26. oktober 1901) var en britisk atlet som deltog i OL 1900 i Paris.
Tysoe blev olympisk mester i atletik under OL 1900 i Paris. Han var med på holdet Amateur Athletic Association som vandt holdkonkurrencen i 5000-meter-løb. Holdet bestod af løbere fra både Storbritannien og Australien. De andre på holdet var Charles Bennett, John Rimmer, Sidney Robinson fra Storbritannien samt Stan Rowley fra Australien.
Han blev også olympisk mester i disciplinen 800-meter-løb under samme OL.
Året efter fik han lungehindebetændelse som han døde af, bare 27 år gammel. 